# Печіночницеві
Печіночницеві (Fistulinaceae) — родина базидіомікотових деревних грибів класу агарикоміцети (Agaricomycetes). Раніше родину відносили до окремого порядку, проте молекулярні дослідження показали, що родина відносилься агарикальних. Представники родини — паразити, які ростуть на стовбурах живих широколистяних дерев. Деякі види їстівні, наприклад, Fistulina hepatica і Pseudofistulina radicata. Відомо 8 видів у трьох родах.